# Gare de Marijampolė
La gare de Marijampolė  (en lituanien : Marijampolės geležinkelio stotis) est une gare ferroviaire située à Marijampolė en Lituanie.

## Histoire
La gare est construite en 1923 par Edmundas Frykas et inauguré en 24.
Elle fait partie du projet Rail Baltica et donc posséder des voies avec l'écartement de 1425 et de 1525.